# Sallingberg
Sallingberg är en ort och kommun  i Österrike. Den ligger i distriktet Zwettl i förbundslandet Niederösterreich, 90 kilometer väster om huvudstaden Wien. 
Kommunen består av tolv orter (Ortschaften) (inom parentes invånarantal 1 januari 2024):

- Armschlag (88)
- Grainbrunn (171)
- Großnondorf (139)
- Heubach (33)
- Kamles (30)
- Kleinhaslau (54)
- Lugendorf (109)
- Moniholz (143)
- Rabenhof (24)
- Sallingberg (393)
- Spielleithen (28)
- Voitschlag (73)